# Мости Стрілецького
Мости Стрілецького (Константинівські мости) — колишні два мости над Дніпром, що сполучали через острів Хортицю правий та лівий берег міста Запоріжжя. Існували до кінця 1940-х років, замість яких зведено мости Преображенського.

## Передумови будівництва
Будівництво гідротехнічних споруд Дніпровської ГЕС, що розпочалося 1927 року, передбачало й зведення мостів через русло Нового та Старого Дніпра, оскільки із затопленням тодішнього Кічкаського моста, залізничну магістраль, що сполучає Донбас з Криворіжжям, необхідно було перенести в інше місце. На правому березі для потреб Дніпровської ГЕС вже існували залізничні станції Дніпробуд I та Канцерівка, а на лівому березі станція Шлюзова, які працювали з повним навантаженням. Від станції Шлюзова почали будувати залізницю до берега Нового Дніпра. Ту ж роботу проводили від станції Канцерівка й на самому острові Хортиця. Магістраль перетинала острів Хортицю. Коли будівництво двоколійної залізниці добігло до завершення було розпочато зведення мостів.

## Характеристики мостів
Мости були двоярусні. Верхній ярус — для двоколійного залізничного руху, а нижній, шириною 7,75 м, — для вантажного та легкового автотранспорту та пішоходів. Для цього з обох сторін нижнього ярусу на консолях були зроблені тротуари. Загальна довжина моста через Новий Дніпро становила 715 м і він складався з трьох основних аркових прольотів до 140 м кожний. З боку обох берегів були підходи. Підхід з лівого берега утворювала двопрогонна ферма завдожки 140 м та ферма (25 м), що перекривала в'їзд шосейної дороги. З боку правого берега була однопрогонна ферма завдожки 56 м і для шосейної дороги 25-метрова ферма. Висота мосту становила 50 метрів.
Двопрогонна нерозрізна ферма на лівому березі Нового Дніпра була зроблена для того, щоб в перспективі спорудити підводний канал під будь-яким з прогонів, якщо потрібно буде пропускати судна з великою осадкою.
Міст через Старий Дніпро був одноарковим, мав довжину 370 м, складався з арки довжиною 224 м і підходів у вигляді металевих рамних естакад. Цей одноарковий міст із прогоном довжиною 224 м був тоді одним з найбільших однопрогонних мостів у Європі.
Загальна вага металу обох мостів становила — 13 700 т, з яких на триарковий міст припадало 8480 т, а на одноарковий — 5220 т. Проєкти мостів через Новий та Старий Дніпро розробив і розрахував професор Микола Стрілецький.

## Спорудження
Арки мостів були виготовлені з феросіліцієвої сталі, а надаркові споруди — зі звичайної вуглецевої марки сталі. Прокат феросіліцієвої сталі був замовлений на Вітковецькому сталеплавильному заводі в Чехословаччині. Міст мав клепану конструкцію. Частину конструкцій моста клепали в Чехословаччині, частину — на Дніпропетровському металургійному заводі. Міст через Старий Дніпро збирали фахівці з Чехословаччини, триарковий міст через Новий Дніпро — радянські фахівці під керівництвом сормовського інженера Константинова, який мав досвід збірки мостів у Сибіру. Мешканці міста Запоріжжя називали ці мости Костянтинівськими. Між чехословацькими фахівцями та радянськими виникло здорове змагання з якості складання та клепки конструкцій.
Піварки мостів збирали на березі, а потім на баржах доставляли до опор мосту. За допомогою спеціальних кранів вже встановлювали на місці. Згодом багатотонні мости з ажурними арками з'єднали береги Дніпра.
6 листопада 1931 року, напередодні 14-ї річниці Жовтневого перевороту, 
розпочався залізничний рух новою магістраллю через острів Хортиця та Дніпро. Майже десять років через мости здійснювалися перевезення. У 1941 році, через початок німецько-радянської війни, ними вже проходили військові ешелони.

## Друга світова війна
18 серпня 1941 року німецькі війська після артпідготовки і під прикриттям танків прорвали радянську оборону й вийшли на правий берег Дніпра. Захоплення греблі Дніпровської ГЕС і мостів забезпечувало безперешкодну переправу через Дніпро та захоплення міста. Частину греблі підірвали за наказом із Кремля, але міст через Старий Дніпро захопили німецькі війська, його захисники загинули. Німецькі підрозділи вийшли на острів Хортиця. Міст через Новий Дніпро був невдало підірваний загонами Червоної армії під час відступу, що дало німецьким підрозділам змогу потрапити на лівий берег і зайняти плацдарм в районі сучасного парку Металургів. Підрозділи радянської 247-ї стрілецької дивізії оточили німецькі війська та повністю зайняли лівий берег Дніпра, проте німецькі підрозділи ще знаходилися на острові Хортиця та обстрілювали усе місто. Коли німецькі війська вибили з острова, під ураганним мінометним вогнем радянський військовий на посаді політрука М. З. Бочаров замінував міст через Старий Дніпро та підірвав його разом із застряглою там німецькою технікою.
Понад 40 днів радянські підрозділи утримували острів у своїх руках, що дало змогу провести евакуацію. Коли з'явилася загроза оточення радянських військ дислокованих в Запоріжжі, міст через Новий Дніпро був остаточно підірваний і 3 жовтня 1941 року радянські окупаційні війська залишили місто.
За два останні роки окупації Запоріжжя німецькі загарбники частково відновили мости через Дніпро й залізницею перекидали підкріплення для своєї армії.
З початком наступу радянських військ у жовтні 1943 року радянські льотчики, під командуванням Володимира Судця, отримали завдання зруйнувати залізничні мости через Дніпро, що мали виняткове значення, і стали для льотчиків об'єктом № 1. Декілька радянських літаків при цьому було збито. 21 вересня 1943 року група в складі 8 літаків Іл-2, провідний командир третьої авіаескадрильї гвардії-лейтенант А. Усманов, вилетіла на бойове завдання, щоб зруйнувати залізничні мости через річку Дніпро. Усманов над ціллю був збитий і впав у Дніпро, проте, прийнявши весь вогонь зеніток на себе, дав можливість решті літаків підійти до мосту й зруйнувати його.
Висаджені мости перекривали фарватер річки і не давали можливість підвозити вантажі до греблі ДніпроГЕС, яку почали відбудовувати. Після того, як було остаточно звільнено місто Запоріжжя від німецько-фашистських військ, новою владою розпочалося розчищення русла Дніпра від залишків мостів.

## Світлини

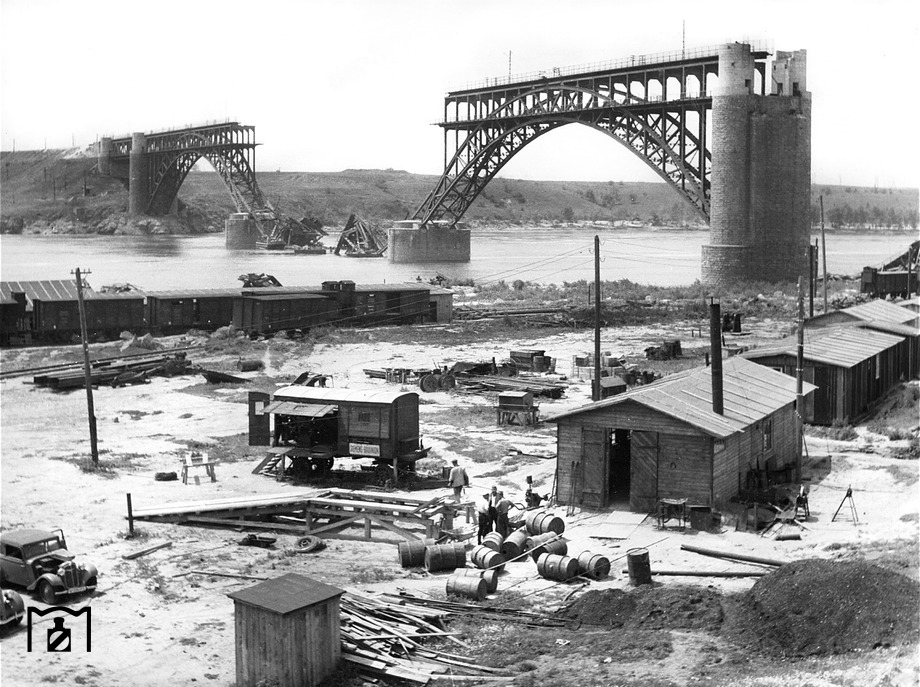
Зруйнований міст Стрілецького через Новий Дніпро на острів Хортиця (1942)
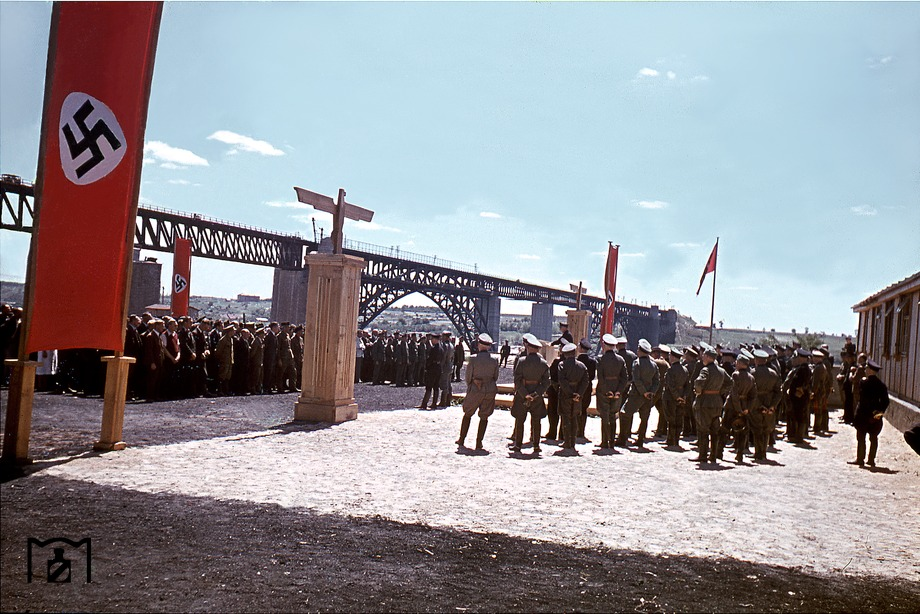
Відкриття окупаційними військами руху по мосту Стрілецького, зруйнованого під час наступі німців 1941 року і поновленого ними у 1943 році